# Riserva naturale orientata Biviere di Gela
La riserva naturale orientata Biviere di Gela è un'area naturale protetta situata nel comune di Gela, in provincia di Caltanissetta ed è stata istituita nel 1997.

## Storia
Come si legge nella Naturalis historia di Plinio il Vecchio, il lago un tempo era chiamato Cocanico e vi si estraeva il sale essiccato nei bordi dello stagno:
(Plinio il Vecchio, Naturalis Historia, Libro XXXII, 73, Rimedi dagli animali acquatici)

L'area su cui sorge la riserva era, fino al Cinquecento, un ambiente salmastro paludoso. All'inizio del Seicento il Duca Giovanni di Aragona la trasformò in un lago di acqua dolce collegandolo con un canale sotterraneo al fiume Dirillo. Fino alla metà del Novecento il lago era una Riserva di caccia e pesca. Nel 1991 è stata dichiarata zona umida di importanza internazionale riconosciuta dalla Convenzione di Ramsar.

## Territorio
La riserva comprende la zona strettamente circostante il lago Biviere, un lago relitto incassato tra le dune del golfo di Gela, ad appena un chilometro e mezzo dal mare, dal quale, in passato, era in gran parte alimentato. Si trova interamente nel territorio del comune di Gela.

## Flora
La vegetazione dell'area circostante il lago è caratterizzata da diverse specie idrofile quali il Potamogeton pectinatus, il Ceratophyllum demersum,  lo Scirpus maritimus, lo Scirpus lacustris e la Phragmites australis.
I prati circostanti ospitano specie quali il timo  ed il rosmarino nonché, in primavera, diverse orchidee selvatiche fra cui la Ophrys oxyrrhynchos, raro endemismo siciliano.
Nella fascia dunale che separa il lago dal mare prosperano la ginestra bianca (Retama raetam), il fiordaliso delle spiagge (Centaurea sphaerocephala) e la rara Leopoldia gussonei, endemismo puntiforme del litorale del golfo di Gela.

## Fauna
Il Biviere di Gela è il più grande lago costiero della Sicilia e costituisce una delle più importanti zone di sosta e svernamento per numerose specie di uccelli migratori. L'avifauna, rappresentata da oltre 200 specie, costituisce pertanto l'elemento di maggiore rilievo naturalistico della Riserva.
Tra gli Anatidi è facile osservare il Fischione (Anas penelope), il Codone (Anas acuta),  il Mestolone (Anas clypeata), la Marzaiola (Anas querquedula) ed il Moriglione (Aythya ferina);  segnalata sporadicamente anche la Moretta tabaccata (Aythya nyroca), una delle quattro specie italiane maggiormente minacciate di estinzione. Numerose anche le specie di limicoli presenti tra cui il Cavaliere d'Italia (Himantopus himantopus), la Pittima reale (Limosa limosa), il Chiurlo (Numenius arquata) e il Corriere piccolo (Charadrius dubius). Non è infrequente incontrare numerose specie di aironi tra cui l'Airone cenerino (Ardea cinerea), l'Airone bianco maggiore (Casmerodius albus),  la Garzetta (Egretta garzetta), la Sgarza ciuffetto (Ardeola ralloides) e, più sporadicamente, il raro Airone rosso (Ardea purpurea). Presenti, ma di più difficile osservazione, anche il  Tarabuso (Botaurus stellaris) e la  Nitticora (Nycticorax nycticorax), dalle abitudine notturne. Tra le altre specie presenti meritano una menzione il Mignattaio (Plegadis falcinellus), diventato il simbolo della Riserva, la Spatola (Platalea leucorodia), il Martin pescatore (Alcedo atthis), l'Upupa (Upupa epops) e, tra i rapaci, il Falco di palude (Circus aeruginosus), il Gheppio (Falco tinnunculus) ed il raro Falco pescatore (Pandion haliaetus).

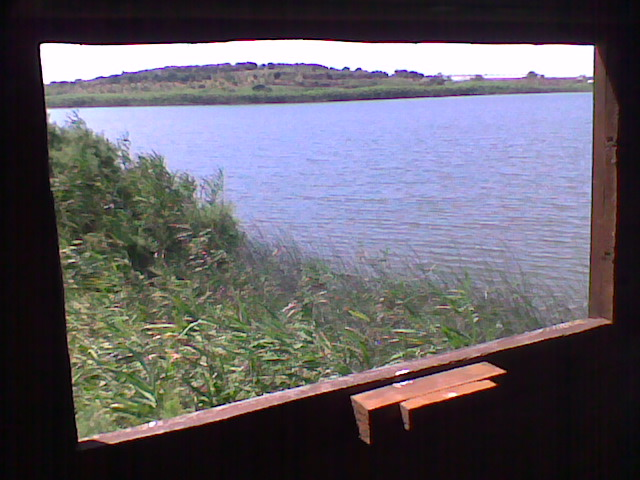
Lago Biviere - Birdwatch

## Strutture ricettive
La Riserva è dotata di un parcheggio posto all'ingresso, un centro-visita, aree attrezzate, sentieri e capanni per le osservazioni.
Le strutture sono state realizzate grazie a finanziamenti della Comunità europea.